# マスコギ語族

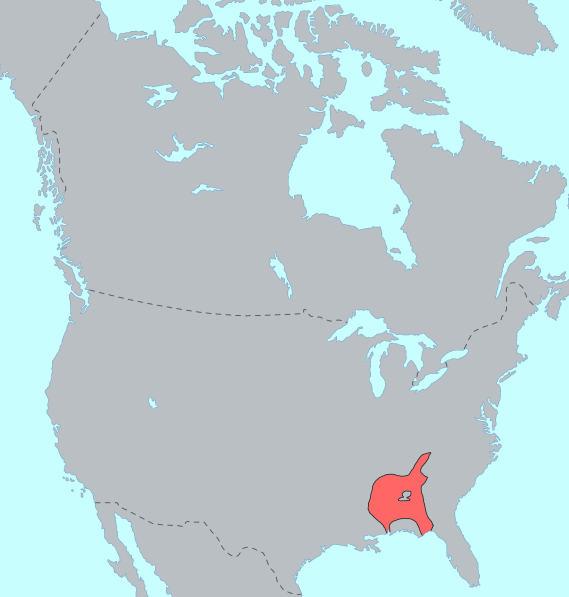
先コロンブス期にマスコーギアンの諸言語が使われていた地域

マスコギ語族（マスコギごぞく）またはマスコーギアン(Muskogean、またはMuskhogean、Muskogee)とは、アメリカ・インディアン諸語のうち、チョクトー語を含む米国南東部の語族を指す。マスコーギアンの諸言語は一般的に、東部、西部のさらに二つの大きな言語グループに分けられる。これらの言語は膠着語である。

## 分類
- 西部マスコギ諸語
  - チョクトー語
  - チカソー語（英語版）
- 東部マスコギ諸語
  - アラバマ語
  - マスコギ語（クリーク語）
  - ミカスキ語（英語版）